# Мультипаттеринг
Мультипаттеринг (англ. milti-pattering, от multiple patterning) — технология фотолитографии, используемая в производстве микросхем в полупроводниковой промышленности, которая представляет собой многократное освещение одного слоя. Мультипаттеринг позволяет уменьшить размеры элементов, формируемых на подложке.

## Технология
Мультипаттеринг используется в фотолитографии в глубоком ультрафиолете. Его принцип — многократная экспозиция фоторезиста с разными масками, при этом разрешающая способность литографического процесса увеличивается кратно числу экспозиций (и масок). Например, при двухпроходном процессе второй проход формирует линии, расположенные посередине между линиями, нанесёнными при первом проходе, и плотность элементов возрастает вдвое.
При мультипаттеринге сложно соблюсти выравнивание на разных проходах, что повышает вероятность брака и, в итоге, удорожает производство.

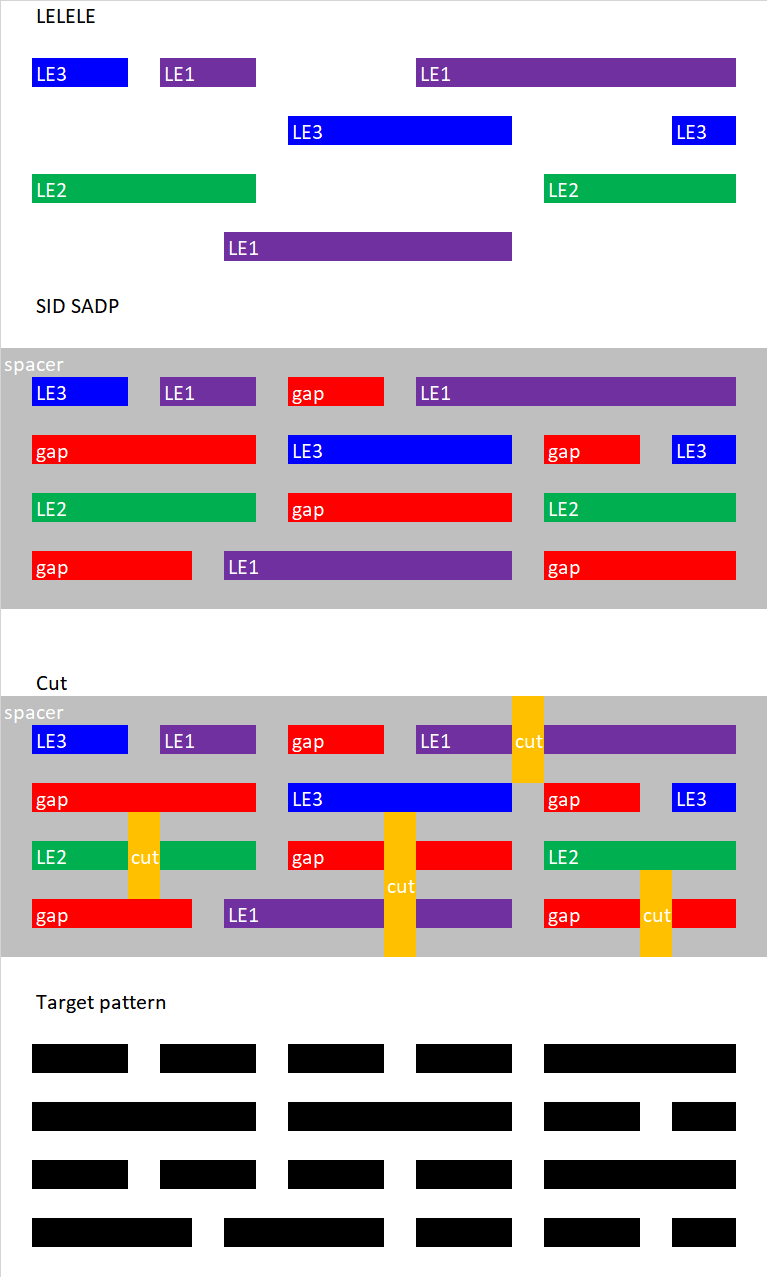
Разные техники мультипаттеринга

### Варианты мультипаттеринга

#### LELE
LELE — технология двухпроходного паттеринга, наиболее распространённый вариант мультипаттеринга на 2015 год. Аббревиатура расшифровывается как англ. Litho-Etch, Litho-Etch и представляет собой двойное формирование рисунка, в котором используется два отдельных фоторезистивных слоя. После первого прохода с фотолитографией на твёрдой маске слой проявляют, наносят второй слой фоторезиста, экспонируют и проявляют. Использование твёрдой маски в первом проходе предотвращает разрушение первого слоя.

#### LFLE
LFLE (англ. Litho-Freeze, Litho-Etch) — модификация LELE, когда результат первого экспониррования и проявления замораживают химическим способом и затем проявляют. Замораживание первого слоя позволяет отказаться от твёрдой маски в первом проходе.

#### SADP
SADP  (англ. self-aligned double patterning — двойное формирование рисунка с самовыравниванием) — двухэтапный фотолитографический процесс с единственным экспонированием: после экспонирования формируется временный шаблон, затем производится окончательное травление по линиям временного шаблона.
Этапы технологии SADP:
- экспонирование;
- травление временного шаблона;
- заполнение временного шаблона твёрдой маской;
- травление маски, чтобы сформировать боковые стенки временного шаблона (вытравливаются срединные участки маски);
- удаление временного шаблона (остаются те части твёрдой маски, которые примыкали к линиям временного шаблона);
- травление основного слоя (протравливаются места, не закрытые оставшимися линиями маски).

Самовыравнивание в названии SADP означает то, что, поскольку нет второго экспонирования, не нужно выравнивать линий второго травления по отношению к первому.
Дополнительным преимуществом SADP (перед LFLE) является большая точность линий за счёт использования твёрдой маски.